# Трилер в Манілі
Трилер в Манілі (англ. The Thrilla in Manila) — боксерський поєдинок між Мухаммедом Алі та Джо Фрейзером, що відбувся 1 жовтня 1975 року в місті Маніла, столиці Філіппін, в палаці спорту Araneta Coliseum. Даний поєдинок часто розглядається як один з найбільш великих боксерських поєдинків XX століття, та є кульмінацією серії з трьох боїв між Алі та Фрейзером. В історію боксу цей поєдинок увійшов як один з найжорстокіших двобоїв суперважковаговиків. Поєдинок завершився після 14 раунду перемогою Мухаммеда Алі.

## Напередодні
Рахунок в очних зустрічах Алі та Фрейзера перед поєдинком становив 1:1. 8 березня 1971 року, в Нью-Йорку на арені «Медісон-сквер-гарден», Джо Фрейзер завдав Алі першої поразки у професійній кар'єрі, в кінці бою відправивши його в нокдаун і перемігши за очками з рахунком 9-6, 11-4, 8-6. 28 січня 1974 року Алі взяв реванш, також здобувши перемогу за очками 6-5, 7-4, 8-4. Перед третім поєдинком за чемпіонський титул Алі, у властивій манері даючи різні інтерв'ю, спробував «вколоти» суперника, заримувавши три слова — трилер, Маніла та горила. Завдяки цій фразі бій і отримав назву «The Thrilla in Manila».

## Бій
Бій розпочався с жарту з боку Алі. На ринг винесли кубок, який після двобою повинні були вручити переможцю. Алі, посміхаючись, відніс приз в свій кут. Кубок одразу ж повернули, а глядачі супроводили цю витівку сміхом. Таким чином, Алі дещо розрядив вкрай напружену атмосферу перед боєм.
Усі 14 раундів, боксери були максимально активні, та постійно обмінювалися ударами. Перевага була на боці то одного спортсмена, то другого. Початкові раунді вигравав Алі, за рахунок своєї активності. Середина бою була за Фрейзером, який зміг стримати натиск суперника там провести точні серії у тулуб.
В заключній частині бою перевага знов перейшла до Алі. Він завдавав влучні бокові удари та аперкоти.
Фрейзер заморився, та його коронні хуки в голову вже не мали тієї сили що на початку бою. У дванадцятому раунді, з рота Фрейзера почала йти кров. У тринадцятому, потужним ударом, Алі вибиває з рота Фрейзера капу.
Чотирнадцятий раунд Фрейзер провів практично наосліп. Ліве око не бачило зовсім, а праве було майже «сліпе». Алі завдав Фрейзеру численних прямих ударів у голову, проте Джо, на диво, продовжував атакувати. У перерві між чотирнадцятим та п'ятнадцятим раундами, тренер Фрейзера Еді Фатч показав йому три пальці та попросив їх порахувати — Фрейзер відповів «один». Після цього Еді Фатч зупинив бій.
Тим часом, у своєму кутку, Алі був практично без сил та просив зняти з нього рукавички: «Я заморився, зніміть з мене рукавички...». За версією свого лікаря, Алі не зміг би вийти на останній раунд, якщо б бій продовжився.

## Після бою
Після цього поєдинку, Алі назвав Фрейзера кращим боксером після себе і сказав, що він його дуже сильно недооцінював.
Також після бою Алі покликав до себе в роздягальню сина Джо, Марвіса Фрейзера, і попросив у нього вибачення за все, що сказав про його батька перед боєм. Вибачитися перед Джо він знайшов в собі сили тільки у 2002 році, сказавши, що все, що він коли-небудь говорив про нього, було зроблено лише заради реклами.
Проте Фрейзер десятиліттями не міг пробачити Алі його образи. Так, наприклад, коли Мухаммед Алі запалив вогонь літніх Олімпійських ігор 1996 року в Атланті, коли він вже хворів на хворобу Паркінсона, журналісти запитали Джо, що він про це думає. На що той відповів люто, що того самого б слід було підпалити.